# Station Barking Riverside
Barking Riverside is een station van London Overground aan de Gospel Oak to Barking Line. Het station is geopend op 18 juli 2022.